# Trézilidé
Trézilidé (bret. Trezilide) – miejscowość i gmina we Francji, w regionie Bretania, w departamencie Finistère.
Według danych na rok 1990 gminę zamieszkiwały 214 osoby, a gęstość zaludnienia wynosiła 47 osób/km² (wśród 1269 gmin Bretanii Trézilidé plasuje się na 987. miejscu pod względem liczby ludności, natomiast pod względem powierzchni na miejscu 1034.).